# FC Farul Constanța
A Farul Constanța egy román labdarúgócsapat.

## Történet
Két constanțai csapat egyesüléséből – Dezrobirea és PCA – jött létre a Locomotiva PCA, amely a B-divízióban kezdte meg szereplését.
1954-ben sikerült először feljutnia az első osztályba.
A csapat eddig 36 szezonban szerepelt az első osztályban.

### Névváltozások
| Név                      | Időszak   | Megjegyzés                                                 |
| ------------------------ | --------- | ---------------------------------------------------------- |
| Locomotiva PCA Constanța | 1949–1953 | A Dezrobirea Constanța és a PCA Constanța egyesülése után. |
| Locomotiva Constanța     | 1953–1958 |                                                            |
| Farul Constanța          | 1958–1972 |                                                            |
| FC Constanța             | 1972–1988 |                                                            |
| Farul Constanța          | 1988-tól  |                                                            |

## Eredmények

### Liga I
- Aranyérmes (1): 2022-23

Liga II
- Aranyérmes (5): 1954, 1957–58, 1961–62, 1980–81, 1987–88
- Ezüstérmes (2): 1979–80, 2000–01

Liga III
- Aranyérmes (1): 2017–18

Liga IV
- Aranyérmes (1): 2016–17

### Román kupa
- Ezüstérmes (1): 2004–05

### Balkán-kupa
- Ezüstérmes (1): 1964–66

### Intertotó-kupa
- Harmadik forduló (döntő): 2006

## A nemzetközi kupasorozatokban
| Szezon  | Kupasorozat      | Forduló         | Ellenfél          | Hazai pályán elért eredmény | Idegenben elért eredmény | Összesített eredmény |  |
| ------- | ---------------- | --------------- | ----------------- | --------------------------- | ------------------------ | -------------------- |  |
| 1995    | Intertotó-kupa   | csoportkör      | Bečej             | —                           | 2–1                      | 1.                   |  |
| 1995    | Intertotó-kupa   | csoportkör      | Pogoń Szczecin    | 2–1                         | —                        | 1.                   |  |
| 1995    | Intertotó-kupa   | csoportkör      | Cannes            | —                           | 0–0                      | 1.                   |  |
| 1995    | Intertotó-kupa   | csoportkör      | Dnyapro Mahiljov  | 2–0                         | —                        | 1.                   |  |
| 1995    | Intertotó-kupa   | nyolcaddöntő    | Heerenveen        | —                           | 0–4                      | 0–4                  |  |
| 2006    | Intertotó-kupa   | 1. kör          | Pobeda            | 2–0                         | 2–2                      | 4–2                  |  |
| 2006    | Intertotó-kupa   | 2. kör          | Lokomotiv Plovdiv | 2–1                         | 1–1                      | 3–2                  |  |
| 2006    | Intertotó-kupa   | 3. kör          | Auxerre           | 1–0                         | 1–4                      | 2–4                  |  |
| 2023–24 | Bajnokok Ligája  | 1. selejtezőkör | Sheriff Tiraspol  | 1–0                         | 0–3 (h.u.)               | 1–3                  |  |
| 2023–24 | Konferencia Liga | 2. selejtezőkör | Urartu            | 3–2                         | 3–2                      | 6–4                  |  |
| 2023–24 | Konferencia Liga | 3. selejtezőkör | Flora Tallinn     |                             |                          | '                    |  |

## Jelenlegi játékosok
A csapat játékosai 2016 áprilisában:
| #  |     | Poszt | Név                                                            |
| -- | --- | ----- | -------------------------------------------------------------- |
| 1  | ROU | K     | Răzvan Began (kölcsönben a CFR csapatától)                     |
| 2  | ROU | V     | Bogdan Meleandră                                               |
| 4  | ROU | V     | Tudor Ţăranu                                                   |
| 5  | ROU | V     | Doru Bratu                                                     |
| 6  | ROU | KP    | Adrian Ionescu                                                 |
| 7  | ROU | KP    | Cosmin Neagu                                                   |
| 9  | ROU | CS    | Sorin Chiţu                                                    |
| 10 | ROU | KP    | Valentin Munteanu (kölcsönben a Pandurii Târgu Jiu csapatától) |
| 12 | ROU | K     | Răzvan Negrilă (kölcsönben a Pandurii Târgu Jiu csapatától)    |
| 13 | ROU | V     | Florin Popa                                                    |
| 14 | ROU | KP    | Marius Tigoianu                                                |
| 15 | ROU | KP    | Ninel Corcoveanu                                               |
| 16 | ROU | KP    | Alexandru Vlăescu                                              |

| #  |     | Poszt | Név                                              |
| -- | --- | ----- | ------------------------------------------------ |
| 17 | ROU | CS    | Mihai Zugravu                                    |
| 18 | ROU | CS    | Vlad Suciu                                       |
| 20 | ROU | CS    | Alexandru Ioniță                                 |
| 21 | ROU | KP    | Leonard Manole                                   |
| 22 | ROU | V     | Robert Băjan                                     |
| 23 | ROU | V     | Lucian Murgoci (kölcsönben az Oțelul csapatától) |
| 24 | ROU | KP    | Adelin Cristea                                   |
| 25 | ROU | KP    | Ciprian Milea                                    |
| 27 | ROU | KP    | Ovidiu Vezan                                     |
| 28 | ROU | KP    | George Pungă                                     |
| 77 | ROU | V     | Florin Pătraşcu (csapatkapitány)                 |
| 97 | ROU | K     | Cristian Nanu                                    |
| 98 | ROU | K     | Iulian Dinu                                      |

### Híres játékosok
Románia
- Eugen Nae
- Bogdan Andone
- Gabriel Vochin
- Gheorghe Hagi
- Ianis Zicu
- Marin Tufan
- Mircea Sasu
- Bogdan Mara

Ghána
- William Amamoo